# Kleinbahnhof Groß Jestin
Kleinbahnhof Groß Jestin ist ein ehemaliger Wohnplatz, heute im Gebiet der Woiwodschaft Westpommern in Polen gelegen.
Der Ort liegt in Hinterpommern, etwa hundert Kilometer nordöstlich von Stettin und etwa fünfzehn Kilometer südlich von Kołobrzeg (Kolberg). 
Der Wohnplatz bestand aus dem Bahnhof der Kolberger Kleinbahn in Groß Jestin. Der Bahnhof wurde im Jahre 1895 mit der Eröffnung der Strecken Groß Jestin–Stolzenberg und Roman–Kolberg in Betrieb genommen. Im Jahre 1895 wurde hier ein Einwohner gezählt, im Jahre 1905 waren es drei Einwohner. 
Bis 1945 bildete Kleinbahnhof Groß Jestin einen Wohnplatz in der Gemeinde Groß Jestin und gehörte mit dieser zum Kreis Kolberg-Körlin in der Provinz Pommern.
1945 kam der Wohnplatz, wie ganz Hinterpommern, an Polen. Die Kleinbahn wurde im Jahre 1967 stillgelegt, die Bahnanlagen anschließend abgebaut. Heute liegt die Stelle im Nordwesten der Bebauung von Gościno (Groß Jestin); sie hat in der polnischen Sprache keinen besonderen Ortsnamen.